# رافا گومز (بازیکن فوتبال، زاده ۱۹۷۴)
رافا گومز (انگلیسی: Rafa Gómez؛ زادهٔ ۵ ژانویهٔ ۱۹۷۴) بازیکن فوتبال اهل اسپانیا است.
از باشگاه‌هایی که در آن بازی کرده‌است می‌توان به باشگاه فوتبال لوانته اشاره کرد.